# Claudia Zwiers
Claudia Antoinette Zwiers (Haarlem, 23 november 1973) is een voormalig Nederlands judoka, die Nederland tweemaal vertegenwoordigde vertegenwoordigde bij de Olympische Spelen: in 1996 (Atlanta) en 2004 (Athene).
Zij was een pupil van Cor van der Geest. Tijdens de Olympische Zomerspelen 1996 won Zwiers een bronzen medaille in de klasse tot 66 kilo. Hetzelfde jaar werd zij Europees kampioene. Verder won zij nog vijf bronzen medailles op EK's. Ook op het WK van 2006 werd zij derde. In totaal werd Zwiers elfmaal kampioen van Nederland, waardoor zij recordhoudster is.
In het dagelijks leven is Zwiers docent geweldsbeheersing bij politie Rotterdam-Rijnmond. Zwiers werkt hier doordat Politie Nederland in 2005 een samenwerkingsovereenkomst tekende met het NOC*NSF. Deze verbintenis heeft tot doel de combinatie van werk met topsport te realiseren. Op 1 januari 2015 stapte zij over naar de eenheid Noord-Holland.